# Streatfeild River
Streatfeild River är ett vattendrag i Kanada.   Det ligger i provinsen Ontario, i den östra delen av landet, 1 100 km nordväst om huvudstaden Ottawa.
Trakten runt Streatfeild River består huvudsakligen av våtmarker. Trakten runt Streatfeild River är nära nog obefolkad, med mindre än två invånare per kvadratkilometer.